# 全国高等学校野球選手権長崎大会
全国高等学校野球選手権長崎大会（ぜんこくこうとうがっこうやきゅうせんしゅけんながさきたいかい）は、長崎県で開催されている全国高等学校野球選手権大会の地方大会。

## 歴史
長崎県勢は1916年（第2回大会）のみ不参加。1915年（第1回大会）と1917年（第3回大会） - 1924年（第10回大会）は九州大会、1925年（第11回大会） - 1947年（第29回大会）は北九州大会（第27回大会は地方大会も中止）、1948年（第30回大会） - 1977年（第59回大会）は西九州大会（第40回大会・第45回大会・第50回大会・第55回大会は記念大会）に参加し、1978年（第60回大会）の記念大会を挟んで1979年（第61回大会）から正式に単独代表となった。
2020年に開催予定の第102回回大会が新型コロナウイルス感染症（COVID-19）の流行により地方大会も中止となった事に伴い、長崎県では独自の代替大会として「令和2年度 長崎県高等学校野球大会」が7月11日から8月2日まで参加54チームで開催された。大会はトーナメント方式で開催され、ベンチ入りメンバーは20人までで、3年生は試合ごとの登録変更が可能。球場での試合観戦は控え部員および部員の保護者に限られた。

## 使用球場
- 長崎県営野球場
- 佐世保野球場
- 諫早市第1野球場
- 長崎市総合運動公園かきどまり野球場（- 2005年・2008年使用）

## 大会結果
| 年度（大会）          | 校数 | 優勝校     | 決勝スコア | 準優勝校     | 備考       |
| --------------------- | ---- | ---------- | ---------- | ------------ | ---------- |
| 1958年（第40回大会）  | 20   | 長崎南山   | 2 - 0      | 西海学園     |            |
| 1963年（第45回大会）  | 22   | 海星       | 7 - 3      | 西海学園     |            |
| 1968年（第50回大会）  | 26   | 海星       | 14 - 1     | 佐世保工     |            |
| 1973年（第55回大会）  | 30   | 海星       | 7 - 1      | 長崎工       |            |
| 1978年（第60回大会）  | 38   | 佐世保工   | 14 - 0     | 壱岐         |            |
| 1979年（第61回大会）  | 41   | 諫早       | 17 - 0     | 長崎商       |            |
| 1980年（第62回大会）  | 41   | 瓊浦       | 6 - 4      | 海星         |            |
| 1981年（第63回大会）  | 44   | 長崎西     | 4 - 3      | 長崎東       |            |
| 1982年（第64回大会）  | 45   | 佐世保工   | 4x - 3     | 長崎商       | 延長10回   |
| 1983年（第65回大会）  | 47   | 佐世保工   | 4 - 0      | 五島         |            |
| 1984年（第66回大会）  | 52   | 海星       | 16 - 3     | 上五島       |            |
| 1985年（第67回大会）  | 53   | 佐世保実   | 17 - 5     | 佐世保北     |            |
| 1986年（第68回大会）  | 54   | 島原中央   | 4 - 3      | 佐世保実     |            |
| 1987年（第69回大会）  | 55   | 長崎商     | 4 - 0      | 長崎東       |            |
| 1988年（第70回大会）  | 55   | 小浜       | 2x - 1     | 海星         |            |
| 1989年（第71回大会）  | 57   | 海星       | 3 - 2      | 佐世保実     |            |
| 1990年（第72回大会）  | 59   | 海星       | 1 - 0      | 長崎商       |            |
| 1991年（第73回大会）  | 59   | 瓊浦       | 13 - 11    | 海星         |            |
| 1992年（第74回大会）  | 59   | 佐世保実   | 3x - 2     | 長崎商       |            |
| 1993年（第75回大会）  | 60   | 長崎日大   | 5x - 4     | 波佐見       |            |
| 1994年（第76回大会）  | 60   | 長崎北陽台 | 7 - 3      | 海星         |            |
| 1995年（第77回大会）  | 60   | 長崎日大   | 9 - 3      | 波佐見       |            |
| 1996年（第78回大会）  | 59   | 波佐見     | 3 - 2      | 長崎日大     |            |
| 1997年（第79回大会）  | 60   | 長崎南山   | 10 - 3     | 長崎商       |            |
| 1998年（第80回大会）  | 60   | 長崎日大   | 4 - 1      | 諫早         |            |
| 1999年（第81回大会）  | 60   | 長崎日大   | 2 - 0      | 海星         |            |
| 2000年（第82回大会）  | 59   | 長崎日大   | 10 - 4     | 波佐見       |            |
| 2001年（第83回大会）  | 60   | 波佐見     | 7 - 2      | 長崎商       |            |
| 2002年（第84回大会）  | 61   | 海星       | 6 - 2      | 長崎南山     |            |
| 2003年（第85回大会）  | 61   | 長崎日大   | 9 - 1      | 波佐見       |            |
| 2004年（第86回大会）  | 62   | 佐世保実   | 9 - 7      | 清峰         |            |
| 2005年（第87回大会）  | 61   | 清峰       | 13 - 8     | 瓊浦         |            |
| 2006年（第88回大会）  | 61   | 清峰       | 2 - 0      | 波佐見       |            |
| 2007年（第89回大会）  | 61   | 長崎日大   | 15 - 2     | 長崎北       |            |
| 2008年（第90回大会）  | 61   | 清峰       | 5 - 3      | 鎮西学院     |            |
| 2009年（第91回大会）  | 61   | 長崎日大   | 7 - 4      | 創成館       |            |
| 2010年（第92回大会）  | 62   | 長崎日大   | 4 - 1      | 海星         |            |
| 2011年（第93回大会）  | 58   | 海星       | 8 - 7      | 清峰         | 延長12回   |
| 2012年（第94回大会）  | 58   | 佐世保実   | 2x - 1     | 長崎商       | 延長10回   |
| 2013年（第95回大会）  | 58   | 佐世保実   | 4x - 3     | 長崎日大     | 延長11回   |
| 2014年（第96回大会）  | 57   | 海星       | 7 - 4      | 創成館       |            |
| 2015年（第97回大会）  | 57   | 創成館     | 7 - 3      | 海星         |            |
| 2016年（第98回大会）  | 57   | 長崎商     | 1 - 0      | 大村工       |            |
| 2017年（第99回大会）  | 57   | 波佐見     | 4 - 2      | 清峰         | 延長10回   |
| 2018年（第100回大会） | 57   | 創成館     | 6 - 1      | 海星         |            |
| 2019年（第101回大会） | 55   | 海星       | 10 - 1     | 鎮西学院     |            |
| 2020年（独自大会）    | 54   | 大崎       | 6 - 1      | 鹿町工       |            |
| 2021年（第103回大会） | 52   | 長崎商     | 5 - 4      | 大崎         | 延長10回   |
| 2022年（第104回大会） | 51   | 海星       | 9 - 2      | 創成館       |            |
| 2023年（第105回大会） | 49   | 創成館     | 3 - 2      | 海星         |            |
| 2024年（第106回大会） | 46   | 創成館     | 4 - 0      | 清峰         |            |
| 2025年（第107回大会） | 45   | 創成館     | 4 - 3      | 九州文化学園 | 延長11回TB |

## 放送
- テレビ：長崎文化放送（ncc、開会式・準々決勝以降の試合を中継）・NHK長崎放送局（準決勝から。2021年は、東京オリンピック中継のため行われなかった。）
- ラジオ：長崎放送（NBC、2013年まで）・NHK長崎放送局（準々決勝から）
- ケーブルテレビ：県営・佐世保で行われる1 - 3回戦（2019年までは1・2回戦）の全試合を長崎ケーブルメディア・諫早ケーブルテレビジョン放送・オクト・パルス・カボチャテレビ・ひまわりてれび・テレビ佐世保が共同制作し中継する。2008・2009年は、各局のエリア内の高校が出場する試合のみだった。2021年の準決勝はテレビ朝日系列で東京オリンピックを中継するため、ncc制作の中継を放送する。
- インターネット配信：nccのサイト及びバーチャル高校野球内で、県営の3回戦以降の試合をテレビ中継の中断時間帯も含め配信する（2017年）。2018年はケーブルテレビ制作の中継も含まれ、全試合が配信される。